# オスマン帝国: 皇帝たちの夜明け
『オスマン帝国: 皇帝たちの夜明け』（原題　Rise of Empires: Ottoman）は、トルコで制作され、Netflix（ネットフリックス）がオリジナルドラマとして2020年1月24日より全世界に向けて独占配信を開始した連続ドキュメンタリードラマである。

## 概要
本作は、ロサンゼルスに拠点を置くトルコの制作会社 Karga Sevenと、STXエンターテインメントが新作の連続ドラマとして共同で制作し、Netflixが2020年1月24日よりオリジナルドラマとしてシーズン1（全6話）を全世界に向けて独占配信した。英題は Rise of Empires: Ottomanとされているが、IMDbではOttoman Risingとなっている。
脚本は、イスタンブール工科大学地質工学部の地質学者ジェラール･センギョル教授やエムラ･サファ･グルカン博士が担当。Netflixが得意とするドキュドラマ（ドキュメンタリー劇）シリーズであることを売りにしており、二人の学者が作中にも登場する。
また、ロサンゼルスやトルコを拠点とするトルコ人エムレ・シャーヒン監督が、イスタンブール全域でロケ撮影を刊行して撮影した。
題材
西暦1453年のオスマン帝国の皇帝メフメト2世による東ローマ帝国（ビザンツ帝国）の首都コンスタンティノープルの征服（コンスタンティノープルの陥落）を描く。

## キャスト
主役の皇帝メフメト役を演じるのは25歳の若手俳優ジェム・イーツ・ウズモール。継母役として、ニューヨーク・タイムズ紙による「世界で最もセクシーな女性100人」の一人に選ばれたことで知られる女優トゥバ・ビュユクウストゥンも出演している。
また、『オスマン帝国外伝〜愛と欲望のハレム〜』で主役の皇帝スレイマンを演じたハリット・エルゲンチュが本作のトルコ語版ナレーションを務め、同作でスンビュル宦官長を演じたセリム・バイラクタルや、バルバロス提督を演じたトルガ・テキンもも本作に出演している。
俳優名がNetflixにより日本語表記されている場合は、その表記に準じた。
| 俳優名                     | 出演 | 役名           | 説明                    |
| -------------------------- | ---- | -------------- | ----------------------- |
| ジェム・イーツ・ウズモール | 1    | メフメト2世    | オスマン帝国第7代皇帝。 |
| ダムラ・ソンメズ           | 1    | Ana            |                         |
| トゥバ・ビュユクウストゥン | 1    | Mara Hatun     | メフメトの継母。        |
| オスマン・ソナント         | 1    | Loukas Notaras | ビザンツ帝国の政治家。  |
| セリム・バイラクタル       | 1    |                |                         |
| ビルカン・ソクル           | 1    |                |                         |
| ウシャン・チャクル         | 1    |                |                         |
|                            |      |                |                         |